# Rodolfo Félix Cárdenas
Rodolfo Félix Cárdenas, es un abogado mexicano egresado de la Escuela Libre de Derecho, que se especializó en ciencias penales en la Universidad Nacional Autónoma de México y en la Universidad de Salamanca.
Fue socio en el despacho jurídico Blancas y Félix Abogados, S.C., con el Licenciado Mario Héctor Blancas Vargas, sociedad que se disolvió y posteriormente creó Félix, Izunza y Maluff.
El 5 de diciembre de 2006, fue nombrado titular de la Procuraduría General de Justicia del Distrito Federal cargo que desempeñó hasta el 8 de julio de 2008 al presentar voluntariamente su renuncia tras el Caso de la discoteque New's Divine, del cual no se ha comprobado responsabilidad alguna.
A la fecha es socio director de la firma Félix Cárdenas, S.C., especializado en sistema penal acusatorio e imparte la cátedra de Derecho Procesal Penal en la Escuela Libre de Derecho.